# Wojewódzki Urząd Bezpieczeństwa Publicznego w Krakowie
Wojewódzki Urząd Bezpieczeństwa Publicznego w Krakowie (WUBP Kraków) – jednostka terenowa Ministerstwa Bezpieczeństwa Publicznego PRL, funkcjonująca na terenie województwa krakowskiego w latach 1945-1954.
Siedziba WUBP mieściła się w Krakowie przy Placu Inwalidów.  W latach 1944–1956 w województwie krakowskim utworzono PUBP/PUds.BP podległych WUBP w Krakowie: w Bochni, Brzesku, Chrzanowie, Dąbrowie Tarnowskiej, Limanowej, Miechowie, Myślenicach, Nowym Sączu, Olkuszu, Oświęcimiu, Proszowicach, Suchej Beskidzkiej, Tarnowie, Wadowicach, Zakopanem i Żywcu.
W 1953 roku, na terenie całego kraju, funkcjonowało: 17 WUBP, 2 MUBP na prawach
wojewódzkich (w Warszawie i Łodzi), 14 MUBP, 10 UBP na miasto i powiat (Toruń, Będzin, Bielsko, Bytom, Częstochowa, Gliwice, Radom, Tarnów, Jelenia Góra, Wałbrzych), 265 PUBP, 1 UBP na Nową Hutę i placówki UBP na m.st. Warszawę: UBP Wawer i UBP Włochy.

## Kierownictwo (szefostwo) WUPB w Krakowie
Kierownicy (szefowie):
- mjr Stanisław Imiołek (1945–1945)
- ppłk Jan Frey-Bielecki (1945-1946)
- mjr Jan Olkowski (1946-1948)
- ppłk Teodor Duda (1948-1950)
- ppłk Grzegorz Łanin (1950-1953)
- mjr Lutosław Stypczyński (1953-1956)[3]

## Jednostki podległe
- MUBP w Krakowie.
  - Kierownik (szef): kpt. Leon Podworski[4]

- PUBP w Krakowie.
  - Kierownik (szef):  ppor. Henryk Zamorski[5]

- PUBP w Bochni.
  - Kierownik (szef): por. Stefan Jarzyna[6]

- PUBP w Brzesku.
  - Kierownik (szef): por. Edward Goleb[7]

- PUBP w Chrzanowie
  - Kierownik (szef):

- PUBP w Dąbrowie Tarnowskiej
  - Kierownik (szef): por. Tadeusz Andrusiewicz[8]

- PUBP w Limanowej
  - Kierownik (szef):

- PUBP w Miechowie
  - Kierownik (szef):

- PUBP w Myślenicach.
  - Kierownik (szef):

- PUBP w Nowym Sączu
  - Kierownik (szef):

- PUBP w Olkuszu.
  - Kierownik (szef): Wiktor Głuski[9]

- PUBP w Oświęcimiu.
  - Kierownik (szef):

- PUBP w Proszowicach.
  - Kierownik (szef):

- PUBP w Suchej Beskidzkiej.
  - Kierownik (szef):

- PUBP w Tarnowie.
  - Kierownik (szef): chor. Stanisław Kroch[10]

- PUBP w Wadowicach.
  - Kierownik (szef): Władysław Kubka[11]

- MUBP w Zakopanem.
  - Kierownik (szef):

- PUBP w Żywcu.
  - Kierownik (szef):